# Oakdale (Tennessee)
Oakdale – miasto w Stanach Zjednoczonych, w stanie Tennessee, w hrabstwie Morgan.